# Reserva de la biosfera

Xarxa Mundial de Reserves de la Biosfera (2005): verd fosc, països amb més de 35 reserves; verd oliva, entre 20 i 34; verd clar, entre 15 i 19; verd herba, entre 10 i 14; verd herba clar, entre 5 i 9 i groc, entre 1 i 4. Les reserves transfrontereres s'han redistribuït entre els països en qüestió i, per tant, s'han comptat en diverses ocasions

Una reserva de la biosfera és un espai protegit que forma part de la xarxa d'àrees geogràfiques representatives dels diferents hàbitats del planeta, abraçant tant ecosistemes terrestres com marítims, que s'inclou dins del Programa Home i Biosfera (MAB), iniciat per la UNESCO el 1971 amb l'objectiu de conciliar la conservació de la natura i l'ús dels recursos naturals, esbossant el concepte actual de desenvolupament sostenible.
Aquestes reserves de la biosfera estan reconegudes internacionalment, encara que romanen sota la sobirania dels seus respectius països, i no estan cobertes ni protegides per cap tractat internacional. Se seleccionen pel seu interès científic, basant-se en una sèrie de criteris que determinen si un espai s'inclou en el programa.
La funció principal d'aquests espais és òbviament la conservació i protecció de la biodiversitat. No obstant això, també es persegueix el desenvolupament econòmic i humà d'aquestes zones, així com la investigació, l'educació i l'intercanvi d'informació entre les diferents reserves, que formen una Xarxa mundial de reserves de la biosfera. Aquesta xarxa fou establerta el 1995 en la Conferència Internacional sobre les Reserves de la Biosfera realitzada a la ciutat de Sevilla i va rebre l'any 2001 el Premi Príncep d'Astúries de la Concòrdia.
L'any 2013, hi havia 621 reserves de la biosfera en 117 països diferents, incloent 12 transfronterers.

## Llista de reserves de la biosfera[Cal actualitzar]
| País                           | Nom de la reserva | Data             |
| ------------------------------ | --- | ---------------- |
| Alemanya                       | Flusslandschaft Elbe | 1979 - 1997      |
|                                | Vessertal | 1979 - 1987/1990 |
|                                | Berchtesgaden | 1990             |
|                                | Schleswig-Holsteinisches Wattenmeer und Halligen (Schleswig-Holsteinisches Wattenmeer incrementat i reanomenat el 2004) | 1990             |
|                                | Schorfheide-Chorin | 1990             |
|                                | Spreewald | 1991             |
|                                | Illa de Rügen | 1991             |
|                                | Rhön | 1991             |
|                                | Niedersächsisches Wattenmeer                                                                                            | 1992             |
|                                | Hamburgisches Wattenmeer                                                                                                | 1992             |
|                                | Oberlausitzer Heide- und Teichlandschaft                                                                                | 1996             |
|                                | Bosc del Palatinat | 1998             |
|                                | Schaalsee | 2000             |
|                                | Jura de Suabia | 2009             |
|                                | Bliesgau | 2009             |
| Algèria                        | Tassili N'Ajjer | 1986             |
|                                | El Kala | 1990             |
|                                | Djurdjura | 1997             |
|                                | Chrea | 2002             |
|                                | Taza | 2004             |
|                                | Gouraya | 2004             |
| Argentina                      | San Guillermo, (San Juan)                                                                                               | 1980             |
|                                | Vida Silvestre Laguna Blanca                                                                                            | 1982             |
|                                | Parc Coster del Sud | 1984             |
|                                | Nacuñán | 1986             |
|                                | Monument Natural Laguna de los Pozuelos                                                                                 | 1990             |
|                                | Yabotí | 1995             |
|                                | Llacuna de mar Chiquita                                                                                                 | 1996             |
|                                | Delta del riu Paraná | 2000             |
|                                | Riacho-Teuquito | 2000             |
|                                | Llacuna Oca del riu Paraguai (Departament de Formosa)                                                                   | 2001             |
|                                | Las Yungas | 2002             |
|                                | Andino Norpatagónica | 2007             |
|                                | Pereyra Iraola | 2007             |
| Austràlia                      | Croajingolong | 1977             |
|                                | Parc Nacional de Kosciuszko                                                                                             | 1977             |
|                                | Illa Macquarie | 1977             |
|                                | Prince Regent River | 1977             |
|                                | Unnamed | 1977             |
|                                | Ulurú (Ayers Rock-Mount Olga)                                                                                           | 1977             |
|                                | Yathong | 1977             |
|                                | Fitzgerald River | 1978             |
|                                | Hattah-Kulkyne & Murray-Kulkyne                                                                                         | 1981             |
|                                | Wilson's Promontory | 1981             |
|                                | Riverland (originalment Danggali Conservation Park; rebatejat com a Riverland el 2004)                                  | 1977             |
|                                | Mornington Peninsula and Western Port                                                                                   | 2002             |
|                                | Barkindji | 2005             |
|                                | Noosa | 2007             |
| Àustria                        | Gossenköllesee | 1977             |
|                                | Gurgler Kamm | 1977             |
|                                | Lobau | 1977             |
|                                | Neusiedler See | 1977             |
|                                | Grosses Walsertal | 2000             |
|                                | Wienerwald | 2005             |
| Belarús                        | Berezinskiy | 1978             |
|                                | Bosc de Białowieża | 1993             |
|                                | Pribuzhskoye Polesie | 2004             |
| Benín                          | Pendjari | 1986             |
| Benín- Burkina Faso- Níger     | Parc nacional de la W (Regió W del Níger establerta el 1996; extensions a Benín i Burkina Faso el 2002)                 | 1996-2002        |
| Bolívia                        | Reserva de la Biosfera iy Terra Comunitària d'Origen Pilón Lajas                                                        | 1977             |
|                                | Reserva Nacional de Fauna Ulla-Ulla                                                                                     | 1977             |
|                                | Reserva de Biosfera Estació Biològica del Beni                                                                          | 1986             |
| Brasil                         | Mata Atlàntica (inclou el Cinturó Verd de Sao Paulo)                                                                    | 1993-2002        |
|                                | Cerrado | 1993- 2000/2001  |
|                                | Pantanal | 2000             |
|                                | Caatinga | 2001             |
|                                | Amazònia central | 2001             |
|                                | Serra de l'Espinhaço | 2005             |
| Bulgària                       | Steneto | 1977             |
|                                | Alibotouch | 1977             |
|                                | Bistrichko Branicht | 1977             |
|                                | Boitine | 1977             |
|                                | Djendema | 1977             |
|                                | Doupkata | 1977             |
|                                | Doupki-Djindjiritza | 1977             |
|                                | Kamtchia | 1977             |
|                                | Koupena | 1977             |
|                                | Mantaritza | 1977             |
|                                | Ouzounboudjak | 1977             |
|                                | Parangalitza | 1977             |
|                                | Srébarna | 1977             |
|                                | Tchervenata sténa | 1977             |
|                                | Tchoupréné | 1977             |
|                                | Tsaritchina | 1977             |
| Burkina Faso                   | Mare aux hippopotames                                                                                                   | 1986             |
| Cambodja                       | Tonle Sap | 1997             |
| Camerun                        | Waza | 1979             |
|                                | Benoué | 1981             |
|                                | Dja | 1981             |
| Canadà                         | Mont Saint Hilaire | 1978             |
|                                | Waterton | 1979             |
|                                | Long Point | 1986             |
|                                | Riding Mountain | 1986             |
|                                | Charlevoix | 1988             |
|                                | Niagara Escarpment | 1990             |
|                                | Clayoquot Sound | 2000             |
|                                | Redberry Lake | 2000             |
|                                | Lac Saint-Pierre | 2000             |
|                                | Mount Arrowsmith | 2000             |
|                                | South West Nova | 2001             |
|                                | Thousand Islands - Frontenac Arch                                                                                       | 2002             |
|                                | Georgian Bay Littoral                                                                                                   | 2004             |
|                                | Manicouagan Uapishka | 2007             |
|                                | Fundy | 2007             |
| República Centreafricana       | Basse-Lobaye | 1977             |
|                                | Bamingui-Bangoran | 1979             |
| Rep. del Congo                 | Odzala | 1977             |
|                                | Dimonika | 1988             |
| R.D. del Congo                 | Yangambi | 1976             |
|                                | Luki | 1976             |
|                                | Lufira | 1982             |
| Corea del Nord                 | Mont Paekdu | 1989             |
|                                | Mont Kuwol | 2004             |
| Corea del Sud                  | Mont Sorak | 1982             |
|                                | Jeju Island | 2002             |
| Costa Rica                     | Parc Internacional La Amistad                                                                                           | 1982             |
|                                | Serralada Volcànica Central                                                                                             | 1988             |
|                                | Aqua y Paz | 2007             |
| Costa d'Ivori                  | Parc Nacional de Taï | 1977             |
|                                | Parc Nacional del Comoé                                                                                                 | 1983             |
| Croàcia                        | Velebit Mountain | 1977             |
| Colòmbia                       | Cinturó Andí | 1979             |
|                                | El Tuparro | 1979             |
|                                | Serra Nevada de Santa Marta                                                                                             | 1979             |
|                                | Ciénaga Grande de Santa Marta                                                                                           | 2000             |
|                                | San Andrés y Providencia                                                                                                | 2000             |
| Cuba                           | Serra del Rosario | 1984             |
|                                | Cuchillas del Toa | 1987             |
|                                | Península de Guanahacabibes                                                                                             | 1987             |
|                                | Baconao | 1987             |
|                                | Ciénaga de Zapata | 2000             |
|                                | Buenavista | 2000             |
| Txèquia                        | Krivoklátsko | 1977             |
|                                | Trebon Basin | 1977             |
|                                | Lower Morava (Palava, 1986, incrementat i reanomenat el 2003)                                                           | 2003             |
|                                | Sumava | 1990             |
|                                | Bílé Karpathy | 1996             |
| Txèquia- Polònia               | Krkokonose/Karkonosze                                                                                                   | 1992             |
| Dinamarca                      | North-East Greenland | 1977             |
| República Dominicana           | Jaragua-Bahoruco-Enriquillo                                                                                             | 2002             |
| Equador                        | Arxipèlag de Colón (Galàpagos)                                                                                          | 1984             |
|                                | Yasuni | 1989             |
|                                | Sumaco | 2000- 2002       |
|                                | Podocarpus-El Còndor | 2007             |
| El Salvador                    | Apaneca-Llamatepec | 2007             |
|                                | Xiriualtique Jiquitizco                                                                                                 | 2007             |
| Emirats Àrabs Units            | Marawah | 2007             |
| Egipte                         | Omayed | 1981-1998        |
|                                | Wadi Allaqi | 1993             |
| Eslovàquia                     | Slovenskì Kras | 1977             |
|                                | Polana | 1990             |
| Eslovènia                      | Julian Alps | 2003             |
|                                | Coves càrstiques d'Aggtelek i del Carst Eslovac                                                                         | 2004             |
| Estònia                        | Arxipèlag West Estonian                                                                                                 | 1990             |
| Estats Units                   | Illes Aleutianes | 1976             |
|                                | Big Bend | 1976             |
|                                | Cascade Head | 1976             |
|                                | Central Plains | 1976             |
|                                | Channel Islands | 1976             |
|                                | Coram | 1976             |
|                                | Denali | 1976             |
|                                | Desert | 1976             |
|                                | Everglades & Dry Tortugas                                                                                               | 1976             |
|                                | Fraser | 1976             |
|                                | Glacier | 1976             |
|                                | H. J. Andrews | 1976             |
|                                | Hubbard Brook | 1976             |
|                                | Jornada | 1976             |
|                                | Luquillo | 1976             |
|                                | Noatak | 1976             |
|                                | Olímpiques | 1976             |
|                                | Organ Pipe Cactus | 1976             |
|                                | Rocky Mountain | 1976             |
|                                | San Dimas | 1976             |
|                                | San Joaquin | 1976             |
|                                | Sequoia-Kings Canyon | 1976             |
|                                | Stanislaus-Tuolumne | 1976             |
|                                | Three Sisters | 1976             |
|                                | Illes Verges (Virgin Islands)                                                                                           | 1976             |
|                                | Parc Nacional de Yellowstone                                                                                            | 1976             |
|                                | Beaver Creek | 1976             |
|                                | Konza Prairie | 1978             |
|                                | Niwot Ridge | 1979             |
|                                | University of Michigan Biological Station                                                                               | 1979             |
|                                | Virginia Coast | 1979             |
|                                | Arxipèlag de Hawaii | 1979             |
|                                | Isle Royale | 1980             |
|                                | Big Thicket | 1981             |
|                                | Guanica | 1981             |
|                                | California Coast Ranges                                                                                                 | 1983             |
|                                | Central Gulf Coast Plain                                                                                                | 1983             |
|                                | South Atlantic Coastal Plain                                                                                            | 1983             |
|                                | Mojave and Colorado Deserts                                                                                             | 1984             |
|                                | Carolinian-South Atlantic                                                                                               | 1986             |
|                                | Glacier Bay-Admiralty Island                                                                                            | 1986             |
|                                | Golden Gate | 1988             |
|                                | New Jersey Pinelands | 1988             |
|                                | Southern Appalachian | 1988             |
|                                | Champlain-Adirondak | 1989             |
|                                | Mammoth Cave Area | 1990-1996        |
|                                | Land Between The Lakes Area                                                                                             | 1991             |
| Espanya                        | Serra de Grazalema (Andalusia)                                                                                          | 1977             |
|                                | Parc Nacional d'Ordesa i Mont Perdut - Vinyamala (Aragó)                                                                | 1977             |
|                                | Doñana (Andalusia) | 1980             |
|                                | La Mancha Húmeda (Castella-La Manxa)                                                                                    | 1980             |
|                                | Serra de Cazorla, Segura i Las Villas (Andalusia)                                                                       | 1983             |
|                                | La Palma (Canàries) (Augmentat i reanomenat el 1997 i 2002)                                                             | 1983-1997-2002   |
|                                | Marismas del Odiel (Andalusia)                                                                                          | 1983             |
|                                | Urdaibai (País Basc) | 1984             |
|                                | Serra Nevada (Andalusia)                                                                                                | 1986             |
|                                | Conca alta del Manzanares (Madrid)                                                                                      | 1992             |
|                                | Lanzarote (Canàries) | 1993             |
|                                | Menorca (Illes Balears)                                                                                                 | 1993-2004        |
|                                | Serra de las Nieves i el seu entorn (Andalusia)                                                                         | 1995             |
|                                | Cap de Gata (Andalusia)                                                                                                 | 1997             |
|                                | Massís del Montseny (Catalunya)                                                                                         | 1978             |
|                                | El Hierro (Canàries) | 2000             |
|                                | Muniellos (Principat d'Astúries)                                                                                        | 2000-2003        |
|                                | Parc Natural de Somiedo (Astúries)                                                                                      | 2000             |
|                                | Bardenas Reales (Navarra)                                                                                               | 2000             |
|                                | Parc Natural de Redes (Principat d'Astúries)                                                                            | 2001             |
|                                | Las Dehesas de Sierra Morena (Andalusia)                                                                                | 2002             |
|                                | Terras do Miño (Galícia)                                                                                                | 2002             |
|                                | Valles del Jubera, Leza, Cidacos i Alhama (La Rioja)                                                                    | 2003             |
|                                | Monfragüe (Extremadura)                                                                                                 | 2003             |
|                                | Vall de Laciana (Castella i Lleó)                                                                                       | 2003             |
|                                | Picos de Europa (Principat d'Astúries, Cantàbria i Castella i Lleó)                                                     | 2003             |
|                                | Babia | 2004             |
|                                | Àrea d'Allariz | 2005             |
|                                | Les valls d'Omaña i Luna                                                                                                | 2005             |
|                                | Alto de Bernesga | 2005             |
|                                | Los Argüellos | 2005             |
|                                | Gran Canària (Canàries)                                                                                                 | 2005             |
|                                | Serra del Rincón | 2005             |
|                                | Serra de Aracena i Picos de Aroche (Andalusia)                                                                          |                  |
|                                | Los Ancares leoneses (Castella i Lleó)                                                                                  | 2006             |
|                                | Os Ancares Lucenses i Montes de Cervantes, Navia i Becerreá (Galícia)                                                   | 2006             |
|                                | Serres de Candelario-Béjar i Francia (Castella i Lleó)                                                                  | 2006             |
|                                | Serra Norte de Madrid                                                                                                   | 2006             |
|                                | Riu Eo, Oscos i Terras de Buron                                                                                         | 2007             |
|                                | Terres de l'Ebre | 2013             |
| Espanya- Marroc                | Reserva de la Biosfera Intercontinental del Mediterrani                                                                 | 2006             |
| Filipines                      | Port Galera | 1977             |
|                                | Palawan | 1990             |
| Finlàndia                      | North Karelian | 1992             |
|                                | Arxipèlag Sea Area | 1994             |
| França                         | Commune de Fakarava (Atol de Taiaro, ampliat i reanomenat el 2006)                                                      | 1977-2006        |
|                                | Vall del Fango (Vallée du Fango)                                                                                        | 1977 - 1980      |
|                                | Camarga (delta del Roine) (Camarga, augmentat i reanomenat el 2006)                                                     | 1977-2006        |
|                                | Cévennes | 1984             |
|                                | Iroise | 1988             |
|                                | Ventor | 1990             |
|                                | Arxipèlag de Guadalupe                                                                                                  | 1992             |
|                                | Luberon | 1997             |
|                                | País de Fontainebleau                                                                                                   | 1998             |
| França- Alemanya               | Vosges-Pfälzerwald (Vosges del Nord el 1988, estès a la Pfälzerwald el 1992)                                            | 1988-1992        |
| Gabon                          | Ipassa-Makokou | 1983             |
| Ghana                          | Bia | 1983             |
| Grècia                         | Gorja de Samarià | 1981             |
|                                | Mont Olimp | 1981             |
| Guatemala                      | Maya | 1990             |
|                                | Serra de las Minas | 1992             |
| Guinea                         | Reserva Natural integral del Mont Nimba                                                                                 | 1980             |
|                                | Massif du Ziama | 1980             |
|                                | Badiar | 2002             |
|                                | Haut Niger | 2002             |
| Guinea Bissau                  | Boloma Bijagós | 1996             |
| Hondures                       | Riu Plátano | 1980             |
| Hongria                        | Aggtelek | 1979             |
|                                | Hortobágy | 1979             |
|                                | Kiskunság | 1979             |
|                                | Lake Fertö | 1979             |
|                                | Pilis | 1980             |
| Índia                          | Nilgiri | 2000             |
|                                | Gulf of Mannar | 2001             |
|                                | Sunderbans | 2001             |
|                                | Nanda Devi | 2004             |
| Indonèsia                      | Cibodas | 1977             |
|                                | Komodo | 1977             |
|                                | Lore Lindu | 1977             |
|                                | Tanjung Puting | 1977             |
|                                | Gunung Leuser | 1981             |
|                                | Siberut | 1981             |
| Iran                           | Arasbaran | 1976             |
|                                | Arjan | 1976             |
|                                | Geno | 1976             |
|                                | Golestan | 1976             |
|                                | Hara | 1976             |
|                                | Kavir | 1976             |
|                                | Lake Oromeeh | 1976             |
|                                | Miankaleh | 1976             |
|                                | Touran | 1976             |
| Irlanda                        | North Bull Island | 1981             |
|                                | Killarney | 1982             |
| Israel                         | Mount Carmel | 1996             |
| Itàlia                         | Collemeluccio-Montedimezzo                                                                                              | 1977             |
|                                | Circeo | 1977             |
|                                | Miramare | 1979             |
|                                | Cilento i Vall di Diano                                                                                                 | 1997             |
|                                | Somma-Vesuvio and Miglio d'Oro                                                                                          | 1997             |
|                                | Valle del Ticino | 2002             |
|                                | Illes Tuscan | 2003             |
|                                | Selva Pisana | 2004             |
| Japó                           | Mont Hakusan | 1980             |
|                                | Mont Odaigahara i Mont Omine                                                                                            | 1980             |
|                                | Shiga Highland | 1980             |
|                                | Illa Yakushima | 1980             |
| Jordània                       | Dana | 1998             |
| Kenya                          | Mont Kenya | 1978             |
|                                | Mont Kulal | 1978             |
|                                | Malindi-Watamu | 1979             |
|                                | Kiunga | 1980             |
|                                | Amboseli | 1991             |
|                                | Mont Elgon | 2003             |
| Kirguizstan                    | Sary-Chelek | 1978             |
|                                | Issyk Kul | 2001             |
| Letònia                        | North Vidzeme | 1997             |
| Líban                          | Shouf | 2005             |
|                                | Jabal Al Rihane | 2007             |
| Madagascar                     | Mananara Nord | 1990             |
|                                | Sahamalaza-Iles Radama                                                                                                  | 2001             |
|                                | Litoral de Toliara | 2003             |
| Malawi                         | Mont Mulanje | 2000             |
|                                | Lake Chilwa Wetland | 2006             |
| Mali                           | Boucle du Baoulé | 1982             |
| Mauritània- Senegal            | Delta del riu Sénégal                                                                                                   | 2005             |
| Maurici                        | Macchabee/Bel Ombre | 1977             |
| Mèxic                          | Reserva de la Biosfera Mapimí                                                                                           | 1977             |
|                                | Reserva de la Biosfera La Michilía                                                                                      | 1977             |
|                                | Reserva de la Biosfera Montes Azules                                                                                    | 1979             |
|                                | Reserva de la Biosfera el Cielo                                                                                         | 1986             |
|                                | Reserva de la Biosfera Sian Ka'an                                                                                       | 1986             |
|                                | Reserva de la Biosfera Serra de Manantlán                                                                               | 1988             |
|                                | Reserva de la Biosfera Tehuacán-Cuicatlán                                                                               |                  |
|                                | Reserva de la Biosfera Calakmul (Calakmul, incrementat i reanomenat el 2006)                                            | 1993-2006        |
|                                | Reserva de la Biosfera El Triunfo                                                                                       | 1993             |
|                                | Reserva de la Biosfera El Vizcaíno                                                                                      | 1993             |
|                                | Reserva de la Biosfera Alto Golfo de Califormia (Pinacate i Gran Desert d'Altamar)                                      | 1993-1995        |
|                                | Reserva de la Biosfera Illes del Golf de Califòrnia                                                                     | 1995             |
|                                | Reserva de la Biosfera Serra Gorda                                                                                      | 2001             |
|                                | Reserva de la Biosfera Banco Chinchorro                                                                                 | 2003             |
|                                | Reserva de la Biosfera Serra La Laguna                                                                                  | 2003             |
|                                | Reserva de la Biosfera Riu Celestún                                                                                     | 2004             |
|                                | Reserva de la Biosfera Riu Lagartos                                                                                     | 2004             |
|                                | Reserva de la Biosfera Arrecife Alacranes                                                                               | 2006             |
|                                | Reserva de la Biosfera Barranca de Metztilán                                                                            | 2006             |
|                                | Reserva de la Biosfera Chamela-Cuixmala                                                                                 | 2006             |
|                                | Reserva de la Biosfera Cuatrociénegas                                                                                   | 2006             |
|                                | Reserva de la Biosfera cumbres de Monterrey                                                                             | 2006             |
|                                | Reserva de la Biosfera Huatulco                                                                                         | 2006             |
|                                | Reserva de la Biosfera La Encrucijada                                                                                   | 2006             |
|                                | Reserva de la Biosfera La Primavera                                                                                     | 2006             |
|                                | Reserva de la Biosfera La Sepultura                                                                                     | 2006             |
|                                | Reserva de la Biosfera Laguna Madre i Delta del Riu Bravo                                                               | 2006             |
|                                | Reserva de la Biosfera Los Tuxtlas                                                                                      | 2006             |
|                                | Reserva de la Biosfera Maderas del Carmen, Coahuila                                                                     | 2006             |
|                                | Reserva de la Biosfera Mariposa Monarca                                                                                 | 2006             |
|                                | Reserva de la Biosfera Pantanos de Centla                                                                               | 2006             |
|                                | Reserva de la Biosfera Selva del Ocote                                                                                  | 2006             |
|                                | Reserva de la Biosfera Sierra de Huautla                                                                                | 2006             |
|                                | Reserva de la Biosfera Sistema Arrecifal Veracruzano                                                                    |                  |
|                                | Reserva de la Biosfera Volcà Tacana                                                                                     | 2006             |
|                                | Reserva de la Biosfera Serra de Alamos - Riu Cuchujaqui                                                                 | 2007             |
|                                | Reserva de la Biosfera Lacantún                                                                                         | --               |
|                                | Reserva de la Biosfera Cuxtal                                                                                           | --               |
| Micronèsia                     | Utwe | 2005             |
|                                | And Atoll | 2007             |
| Mongòlia                       | Great Gobi | 1990             |
|                                | Boghd Khan Uul | 1996             |
|                                | Uvs Nuur Basin | 1997             |
|                                | Hustai Nuruu | 2002             |
|                                | Dornod Mongol | 2005             |
|                                | Mongol Daguur | 2007             |
| Mongòlia                       | Tara River Basin | 1976             |
| Marroc                         | Arganeraie | 1998             |
|                                | Oasis del sud marroquí                                                                                                  | 2000             |
| Marroc- Espanya                | Intercontinental BR del Mediterrani                                                                                     | 2006             |
| Nicaragua                      | Reserva de Bosawás | 1997             |
|                                | Riu San Juan | 2003             |
| Níger                          | Aïr et Ténéré | 1997             |
| Nigèria                        | Omo | 1977             |
| Països Baixos                  | Mar de Wadden | 1986             |
| Pakistan                       | Lal Suhanra | 1977             |
| República de Palau             | Ngaremeduu | 2005             |
| Panamà                         | Parc Nacional del Darién                                                                                                | 1983             |
|                                | Parc Internacional La Amistad                                                                                           | 2000             |
| Paraguai                       | Bosc Mbaracayú | 2000             |
|                                | El Chaco | 2005             |
| Perú                           | Parc Nacional del Huascarán                                                                                             | 1977             |
|                                | Parc Nacional del Manú                                                                                                  | 1977             |
|                                | Nord-oest | 1977             |
| Polònia                        | Babia Gora | 1976-1997/2001   |
|                                | Bialowieza | 1976-2005        |
|                                | Lukajno Lake | 1976             |
|                                | Slowinski | 1976             |
|                                | Puszcza Kampinoska | 2000             |
|                                | West Polesie | 2002             |
| Polònia/ Eslovàquia            | Tatra | 1992             |
| Polònia - Eslovàquia - Ucraïna | East Carpathians (East Carpathian / East Beskid (P/S) Established 1992)                                                 | 1998             |
| Portugal                       | Paúl do Boquilobo | 1981             |
|                                | Illa Corvo | 2007             |
|                                | Illa Graciosa | 2007             |
| Qatar                          | Al Reem | 2007             |
| Regne Unit                     | Beinn Eighe | 1976             |
|                                | Braunton Burrows | 1976-2002        |
|                                | Cairnsmore of Fleet | 1976             |
|                                | Dyfi | 1976             |
|                                | Loch Druidibeg | 1976             |
|                                | Moor House-Upper Teesdale                                                                                               | 1976             |
|                                | North Norfolk Coast | 1976             |
|                                | Silver Flowe-Merrick Kells                                                                                              | 1976             |
|                                | Taynish | 1977             |
| Romania                        | Pietrosul Mare | 1979             |
|                                | Retezat | 1979             |
| Romania - Ucraïna              | Delta del Danubi (Romania)- establert el 1979, Ext. 1992-Dunaisky (Ucreïna), establert el 1998)                         | 1998             |
| Rússia                         | Kavkazskiy | 1978             |
|                                | Okskiy (Part of Oka River Valley until 2000)                                                                            | 1978             |
|                                | Sikhote-Alin | 1978             |
|                                | Tsentral'nochernozem | 1978             |
|                                | Astrakhanskiy | 1984             |
|                                | Kronotskiy | 1984             |
|                                | Laplandskiy | 1984             |
|                                | Pechoro-llychskiy | 1984             |
|                                | Sayano-Shushenskiy | 1984             |
|                                | Sokhondinskiy | 1984             |
|                                | Voronezhskiy | 1984             |
|                                | Tsentral'nolesnoy | 1985             |
|                                | Baikalskyi (Part of Lake Baikal until 2000)                                                                             | 1986             |
|                                | Tzentralnosibirskii | 1986             |
|                                | Chernyje Zemli | 1993             |
|                                | Taimyrsky | 1995             |
|                                | Ubsunorskaya Kotlovina                                                                                                  | 1997             |
|                                | Daursky | 1997             |
|                                | Teberda | 1997             |
|                                | Katunsky | 2000             |
|                                | Prioksko-Terrasnyi (Part of Oka River Valley until 2000)                                                                | 1978             |
|                                | Barguzinskyi (Part of Lake Baikal until 2000)                                                                           | 1986             |
|                                | Nerusso-Desnianskoe-Polesie                                                                                             | 2001             |
|                                | Visimskiy | 2001             |
|                                | Vodlozersky | 2001             |
|                                | Commander Islands | 2002             |
|                                | Darvinskiy | 2002             |
|                                | Nijegorodskoe Zavolje                                                                                                   | 2002             |
|                                | Smolensk Lakeland | 2002             |
|                                | Ugra | 2002             |
|                                | Far East Marine | 2003             |
|                                | Kedrovaya Pad | 2004             |
|                                | Kenozersky | 2004             |
|                                | Valdaishy | 2004             |
|                                | Khankaiskiy | 2005             |
|                                | Raifa Forest (Unit of The Great Volzhsko-Kamsky)                                                                        | 2005             |
|                                | Sarali Land between Rivers (Unit of The Great Volzhsko-Kamsky)                                                          | 2005             |
|                                | Middle-Volga Integreted                                                                                                 | 2006             |
|                                | Great Volzhsko-Kamsky (Composed of Raifa and Sarali BRs)                                                                | 2007             |
| Ruanda                         | Volcans | 1983             |
| Senegal                        | Samba Dia | 1979             |
|                                | Parc Nacional del Delta del Saloum                                                                                      | 1980             |
|                                | Parc Nacional del Niokolo-Koba                                                                                          | 1981             |
| Sèrbia                         | Golija-Studenica | 2001             |
| Sud-àfrica                     | Kogelberg | 1998             |
|                                | Cape West Coast | 2000-2003        |
|                                | Waterberg | 2001             |
|                                | Kruger to Canyons | 2001             |
|                                | Cape Winelands | 2007             |
| Sri Lanka                      | Hurulu | 1977             |
|                                | Sinharaja | 1978             |
|                                | Kanneliya-Dediyagala-Nakiyadeniya (KDN)                                                                                 | 2004             |
|                                | Bundala | 2005             |
| Sudan                          | Dinder | 1979             |
|                                | Radom | 1979             |
| Suècia                         | Lake Torne Area | 1986             |
|                                | Kristianstad Vattenrike                                                                                                 | 2005             |
| Suïssa                         | Parc Suisse | 1979             |
|                                | Entlebuch | 2001             |
| Tanzània                       | Lake Manyara | 1981             |
|                                | Serengeti-Ngorongoro | 1981             |
|                                | East Usambara | 2000             |
| Tailàndia                      | Sakaerat | 1976             |
|                                | Hauy Tak Teak | 1977             |
|                                | Mae Sa-Kog Ma | 1977             |
|                                | Ranong | 1997             |
| Tunísia                        | Djebel Bou-Hedma | 1977             |
|                                | Djebel Chambi | 1977             |
|                                | Ichkeul | 1977             |
|                                | IIes Zembra et Zembretta                                                                                                | 1977             |
| Turquia                        | Camili | 2005             |
| Turkmenistan                   | Repetek | 1978             |
| Uganda                         | Queen Elizabeth | 1979             |
|                                | Mount Elgon | 2005             |
| Ucraïna                        | Chernomorskiy | 1984             |
|                                | Askaniya-Nova | 1985             |
|                                | Fageda verge dels Carpats                                                                                               | 1992             |
|                                | Shatskiy | 2002             |
|                                | Dunaisky (see Danube Delta R/U 1: Romania - Ucraïna) 1998 See Danube Delta (Romania / Ucraïna)                          |                  |
| Uruguai                        | Bañados del Este | 1976             |
| Uzbekistan                     | Mont Chatkal | 1978             |
| Veneçuela                      | Alto Orinoco-Casiquiare                                                                                                 | 1991-93          |
| Vietnam                        | Can Gio Mangrove | 2000             |
|                                | Cat Tien | 2001             |
|                                | Cat Ba | 2004             |
|                                | Red River Delta | 2004             |
|                                | Kien Giang | 2006             |
|                                | Western Nghe An | 2007             |
| Iemen                          | Arxipèlag Socotra | 2003             |
| Xile                           | Parc Nacional Bosc Fray Jorge                                                                                           | 1977             |
|                                | Arxipèlag de Juan Fernández                                                                                             | 1977             |
|                                | Parc Nacional Torres del Paine                                                                                          | 1978             |
|                                | Parc Nacional Laguna San Rafael                                                                                         | 1979             |
|                                | Parc Nacional Lauca | 1981             |
|                                | Araucarias | 1983             |
|                                | Parc Nacional La Campana i Lago Peñuelas                                                                                | 1984             |
|                                | Cap d'Hornos | 2005             |
|                                | Boscs temperats plujosos dels Andes Australs                                                                            | 2007             |
| R.P. de la Xina                | Changbaishan | 1979             |
|                                | Dinghushan | 1979             |
|                                | Wolong | 1979             |
|                                | Fanjingshan | 1986             |
|                                | Xilin Gol | 1987             |
|                                | Wuyishan | 1987             |
|                                | Bogeda | 1990             |
|                                | Shennongjia | 1990             |
|                                | Yancheng | 1992             |
|                                | Xishuangbanna | 1993             |
|                                | Maolan | 1996             |
|                                | Tianmushan | 1996             |
|                                | Fenglin | 1997             |
|                                | Jiuzhaigou Valley | 1997             |
|                                | Nanji Islands | 1998             |
|                                | Shankou Mangrove | 2000             |
|                                | Baishuijiang | 2000             |
|                                | Gaoligong Mountain | 2000             |
|                                | Huanglong | 2000             |
|                                | Baotianman | 2001             |
|                                | Saihan Wula | 2001             |
|                                | Dalai Lake | 2002             |
|                                | Wudalianchi | 2003             |
|                                | Yading | 2003             |
|                                | Foping | 2004             |
|                                | Qomolangma | 2004             |
|                                | Chebaling | 2007             |
|                                | Xingkai Lake | 2007             |